# Irrenheilanstalt Siegburg
Die Irrenheilanstalt Siegburg war von 1825 bis 1877 die psychiatrische Klinik für die preußische Rheinprovinz. Der Begriff Psychiatrie wurde zwar schon 1808 von Johann Christian Reil eingeführt, war aber in Preußen bis zu Mitte des 19. Jahrhunderts nicht gebräuchlich.

## Geschichte
Bis zur Mitte des 18. Jahrhunderts galten Irre als unvernünftig und gefährlich. Sie wurden zusammen mit Gesetzesbrechern in Zuchthäuser eingesperrt zum Schutz der Gesellschaft und um sie dort zu erziehen. Die Erziehung erfolgte oft durch körperliche Misshandlung. Der französische Arzt Philippe Pinel veröffentlichte 1789 einen Artikel, in dem er die Ansicht vertrat, dass die Irren geisteskrank seien und behandelt werden müssten. Er reformierte die Irrenanstalten in Frankreich. Nach der Besetzung des Rheinlandes durch napoleonische Truppen breiteten sich diese Reformideen auch in Preußen und Sachsen aus. Es erfolgten frühe Gründungen von Irrenheilanstalten in Bayreuth 1805, Pirna, Sonnenstein (Sachsen) 1811 und in Schleswig 1820.
Auch in Preußen plante man, nach diesen Vorbildern eine Heilanstalt für die Rheinprovinz einzurichten. Minister Karl vom Stein zum Altenstein beauftragte 1820 den Mediziner Regierungsrat Dr. Maximilian Jacobi mit der Planung der Irrenheilanstalt. Als Standorte wurden das Schloss Bensberg und die Gebäude der im Zuge der Säkularisation  im Jahr 1803 aufgehobenen Benediktinerabtei St. Michael in Siegburg diskutiert. Im Herbst 1822 entschied man sich für Siegburg (Lage). Nach den notwendigen Umbauten eröffnete die Heilanstalt am 1. Januar 1825.

## Aufbau der Heilanstalt
Über die Einrichtung einer Irrenheilanstalt hat Maximilian Jacobi 1834 ein Buch geschrieben, das auch ins Englische übertragen wurde und einige grundsätzliche Überlegungen über die Organisation einer solchen Anstalt enthielt. Diese sollte durch einen Arzt geleitet werden, der auch die kaufmännische Leitung ausüben sollte, weil die medizinischen Belange der Kranken Grundlage sein sollten für die Einstellung von Personal, für die Organisation der Einrichtung und für Anschaffungen.
Für die 200 Kranken seien ein Direktor, ein stellvertretender Direktor und ein medizinischer Assistent als dritter Arzt erforderlich, hinzu sollten zwei Geistliche sowie 40 Wärter und Wärterinnen mit jeweils einem männlichen Oberwärter samt Stellvertreter und einer weiblichen Oberwärterin mit Stellvertreterin kommen. Den Vorschlag von J.C. Reil, auch Psychologen als Behandler einzustellen, lehnte Jacobi mit der Begründung ab, dass ein guter Irrenarzt auch über gute psychologische und philosophische Kenntnisse verfügen sollte.
Eine Ausbildung für die Tätigkeit der Wärter gab es nicht. Jacobi hielt es für wünschenswert, dass die Wärter eine religiöse Motivation für diese anstrengende Aufgabe mitbrachten. Keinesfalls sollten Zuchthausinsassen am Ende ihrer Haft zur Bewährung als Wärter in einer Irrenanstalt eingesetzt werden, wie es in der Anstalt Sonnenstein in Pirna üblich war. Das Personal sollte nach Möglichkeit auf dem Gelände der Heilanstalt wohnen.

## Die Kranken
Die Anstalt nahm nur Irre auf, für die eine Heilungsaussicht gesehen wurde. Aufnahmeanträge für Irre, die bereits länger als ein Jahr krank waren oder die von Geburt an als geistesschwach „blödsinnig“ galten, wurden abgewiesen.
In einer Übersicht aus dem Jahre 1833 beschreibt Jacobi, dass bis zu diesem Zeitpunkt insgesamt 630 Kranke in Siegburg aufgenommen worden waren, davon 404 männlich (64 %) und 226 weiblich (36 %). Von diesen stammten 90 % aus den rheinischen Regierungsbezirken Düsseldorf, Köln, Koblenz, Aachen und Trier, und jeweils 5 % aus anderen preußischen Provinzen und dem „Ausland“.

## Anamnesebogen
Um erste Anhaltspunkte für die Genese der Seelenstörung zu finden und um die Heilungsaussichten einschätzen zu können, mussten die einweisenden Ärzte vor der Aufnahme einen von Jacobi erstellten umfangreichen Anamnesebogen mit anfangs 90 Fragen ausfüllen. Dazu befragten die Ärzte die Kranken und nach Möglichkeit deren Angehörige. Jacobi wird zu den Somatikern gezählt, die davon ausgingen, dass Seelenstörungen durch eine körperliche Erkrankung ausgelöst würden. Die Fragen des Anamnesebogens richteten sich demnach vor allem auf den körperlichen Bereich.
In den folgenden Jahrzehnten wurde der Bogen mehrmals überarbeitet und bis zur Auflösung der Heilanstalt im Jahre 1878 bis auf 30 Fragen reduziert. In seiner wesentlichen Struktur blieb er jedoch gleich. Insgesamt wurden mehr als 6000 solcher Anamnesebögen ausgefüllt. Sie lagern im Archiv des Landschaftsverbandes Rheinland in Köln-Brauweiler und wurden bis heute (Februar 2022) nicht ausgewertet.
Die Version von 1837 erfragt zunächst die Familienanamnese mit Angaben zu den Großeltern, den Eltern, Geschwistern und eventuell zu den Ehepartnern und Kindern.

Fragen 1–8: Alter, Temperament, physische Fähigkeiten, erlittene Krankheiten, eventuell Todesart der Großeltern und der Eltern.
Fragen 9–12: Wie viele Geschwister? Leben sie noch alle? Falls welche gestorben sind, woran? Gab es schon früher Störungen des geistigen und körperlichen Wohlseines, welcher Art?

Danach erfasste der Arzt möglichst genau die Entwicklung des oder der Kranken (Eigenanamnese):
1. Wie wurde der Kranke geboren? Mit oder ohne Kunsthilfe und durch welche?
2. Wie verlief die Schwangerschaft? Fanden üble Einflüsse auf die Mutter statt? Litt diese während derselben an körperlichen Krankheiten? Wechselfieber? Schwindsucht, Lustseuche, Hautkrankheiten, Krätze etc. oder fanden häufige Affekte statt: Kummer, Gram, öftere heftige Zornesausbrüche etc.
3. Wie war die erste Nahrung des Kranken? Muttermilch?
4. Wie ging die Dentitionsperiode vorüber? Fanden öftere Konvulsionen, Kopfausschlag, Friesel, Masern, Röteln statt?
5. Wie wurde ärztlich oder nichtärztlich eingewirkt?
6. Lernte der (die) Kranke früh gehen, reden oder hatte er (sie) mit Rachitis, Skrofeln und dgl. mehr zu kämpfen?
7. Wie verlief die fernere Kindheit rücksichtlich der Gemüts- und Willensseite? War der (die) Kranke eigensinnig, unartig?
8. War der (die) Kranke gelehrig, hatte er (sie) ein gutes Gedächtnis oder war er (sie) leichtsinnig, vergesslich, unaufmerksam, wild oder ruhig u.s.f.?
9. Fanden bis zur Pubertät Gesundheitsstörungen statt? Wie? Wann?
10. Wie gestaltete sich mit dem Eintritt der Pubertät Verstand, Gemüt und Wille?
11. Offenbarte der (die) Kranke Trieb zu höherer wissenschaftlicher Bildung? Zeigt er sich mehr einseitig oder universell?
12. Wie war der Unterricht in der Religion?
13. Wie durchlebte er (sie) die Jünglingsjahre in Bezug auf körperliches Wohlbefinden, moralische Führung und Charakter?
14. Inwieweit der Kranke Umgang mit dem anderen Geschlechte, erlaubt oder unerlaubt pflegte?
15. Ob unglückliche nähere Verbindungen statt hatten?
16. Welchen Einfluss nahm man davon wahr?
17. Fand Mißbrauch des Geschlechtstriebes, Onanie, Ausschweifungen etc. statt? Wie lange und in welchem Maße?
18. Litt die Person nie an Syphilis, Gonorrhoe, Fluoralbus etc.?
19. Trat die Menstruation zur rechten Zeit ein, gab es Beschwerden, kehrte sie regelmäßig wieder?
20. Fand außereheliche Schwangerschaft (rsp. Vaterschaft) statt? Wie oft? Welchen Eindruck machte sie auf die Gemütsseite des Kranken?
21. Wie benahm sich der (die) Kranke als Vater (Mutter)
22. Ist oder war der (die) Kranke verheiratet? Wie früh, wie oft und wie lange? Aus Neigung oder aus sonstigen Rücksichten?
23. Wie war die Ehe,1ste,2te rücksichtlich des gegenseitigen Verhältnisses als Gatten.
24. Wie viele Kinder wurden darin geboren?
25. Wie verliefen die Schwangerschaften? Welchen Einfluss übten sie auf das körperliche und psychische Befinden aus?
26. Wie verlief das Wochenbett, wie die Lactationsperiode bei den Schwangerschaften?
27. Wie verhielten sich die häuslichen Glücksumstände im Allgemeinen? Suchte der (die) Kranke diese für seinen Teil zu befördern?
28. Trübten Unglücksfälle die Jahre des Ehestande oder resp: Mannesalters und welche Art?
29. Wie wirkten diese auf des (der) Kranken geistiges und leibliches Wohlbefinden?
30. Fanden sonst Krankheiten des Mannesalters statt?
31. Wie und wann cessierten die Menses?
32. Fanden sonst Störungen in den Geschlechtsorganen statt?
33. Wann bemerkte man die ersten Spuren von Irresein? Welche Art waren diese?
34. Trat die Krankheit plötzlich ein oder hatte sie Vorläufer und von welcher Art?
35. Wann und wie offenbarte sich die ausgebildete Krankheit?
36. Besteht das Irresein seit seinem ersten Erscheinen, oder fanden lucida intervalla statt und von wie langer Dauer?
37. War zur Zeit der freien Zwischenräume gar keine Abweichung im Benehmen und körperlichen Befinden des Kranken von dem in noch gesunden Tagen?
38. Welche Veränderungen erlitt die Krankheit mit ihrem Verlaufe?
39. Wurde während der Krankheit ärztlich eingewirkt? Wann und wie? Mit welchem Erfolg?
40. Sind die Kinder des (der) Kranken körperlich und geistig gesund?
41. Wie viele davon sind gestorben und woran?

Es folgt der Status präsens. (Befunderhebung)
1. Wie ist das allgemeine Empfinden in Bezug auf Ernährung und Kräftezustand überhaupt? Ist Fieber zugegen? Welcher Art?
2. Sind außer den psychischen Störungen noch Symptome von Hirnleiden, akute oder chronische, vorhanden?
3. Finden Kopfschmerz, Schwindel, Schwere Eingenommenheit des Kopfes, Betäubung, Ohnmacht etc. statt?
4. Ist das Gesicht sehr gerötet oder blass und eingefallen?
5. Wie ist der Blick, die Beweglichkeit und der Zustand der Augen überhaupt?
6. Wie ist die Sehe beschaffen? Leidet der Gehörsinn?
7. Ist Leiden des Gesichtssinns zugegen: Scotoma, chrupsia, photopsia etc.?
8. Leidet der Gehörsinn?
9. Findet sich keine krankhafte Erscheinung im Geruchsorgan und -sinne?
10. Wie ist das Zahnfleisch und die Zunge beschaffen und wie ist der Geschmack?
11. Wie ist die Sprache und die Beweglichkeit der Zunge?
12. Wie ist die Speichelabsonderung und der Atem?
13. Keine verdächtige Röte, Naben, etc. im Halse?
14. Wie geht es mit dem Kaue und Schlingen?
15. Wie ist der Carotidenpuls?
16. Wie ist die Respiration?
17. Wie ist der Herzschlag?
18. Sind Zeichen von Herzleiden zugegen?
19. Leidet die Lunge oder das Rippenfell.
20. Wie ist der Appetit, die Verdauung und die Leibesöffnung nach Quantität und Qualität
21. Leidet der Kranke viel an Durst?
22. Findet sich nichts Abnormes bei äußerer Untersuchung des Bauchs?
23. Leidet der Kranke an Bandwurm?
24. Klagt der Kranke viel über Flatulenz, Colike, oder sonst unangenehme Gefühle im Bauch?
25. Ist Hämorrhoidalleiden gegenwärtig?
26. Wie ist die Urinabsonderung?
27. Beobachtet der (die) Kranke bei der Entleerung der Exkremente gehörig die Reinlichkeit?
28. Ist Schwangerschaft zugegen?
29. Zeigt sich nichts Krankhaftes an den Genitalien?
30. Wie ist die Temperatur und die Beweglichkeit der Gliedmaßen?
31. Ist Ödem an den Gliedmaßen vorhanden?
32. Wie ist der Puls an der an beiden Speicherarterien?
33. Wie ist die Hauttemperatur und die Absonderung des Schweißes?
34. Finden sich Ausschläge?
35. Wie ist der Schlaf?
36. Wie ist das Betragen und die Äußerungsweise des Kranken als Irren?

Hier müssen die an ihn gerichteten Fragen und die Antworten wörtlich ausgeführt werden.
Der Fragebogen schließt ab mit Fragen an den Landrat zur Finanzierung des Aufenthaltes und mit einer Ermahnung an die berichtenden Ärzte, den Bogen möglichst sorgfältig, umsichtig und mit strenger Gewissenhaftigkeit zu bearbeiten.

## Behandlung
Der Aufenthalt wurde durch ein sogenanntes Journalblatt dokumentiert.
Dabei handelt es sich im Wesentlichen um Verhaltensbeobachtungen, die anfangs täglich, im weiteren Verlauf meist in größeren Abständen die „Krankengeschichte“ dokumentierten. Dabei ging es, wie im Anamnesebogen, vor allem um körperliche Merkmale:
Regelmäßig, fast täglich wurde Appetit, Schlaf, Stuhlgang, Puls, Reinlichkeit (Einkoten, Einnässen) beschrieben, bei Frauen spielte die Menstruationsdaten (Wann, wie oft, wie lange, Intensität, mit oder ohne Beschwerden) eine große Rolle.
Als zweites wurden alle Verhaltensauffälligkeiten festgehalten:
Beispiele: Verweigert das Essen, ruhig, viel in Bewegung, zerreißt Kleidungsstücke, verweigert Medikation, schlägt Mitpatienten, Schneidet Grimassen, stumm oder gesprächig,.
Auch auffällige Affekte werden genannt:
munter scherzend oder böse schimpfend, apathisch oder ausgelassenes Benehmen, aufgeregt.
Und vor allem wurden psychopathologische Auffälligkeiten beschrieben:
Redet wirr; meint, er sei mit Gott identisch und besitze Wunderkraft, Sprach „Ich bin der Kaiser“, Pseudosteife Bewegungen.
Etwa 4 Wochen nach der Aufnahme fand eine „Conferenz“ statt, in der die „Cur“ festgelegt wurde.
1.     Diät (z.B. täglich Fleisch)
2.     Regime (z. B. Beschäftigung im Freien)
3.     Innerlich (z.B. Arznei)
4.     Äußerlich (lauwarme Bäder etc.)

Generell galt Jacobi als Anhänger der „sanften Medizin“. Er gehörte der Bewegung „no restraint“ an, die er bei einem Studienaufenthalt in England kennengelernt hatte. Schläge in der Irrenbehandlung waren nicht zugelassen, Aderlässe bei Irren galten in der Siegburger Anstalt als kontraindiziert, auf die damals üblichen Sturzbäder und den Schleuderstuhl wurde verzichtet. Aggressive und erregte Patienten wurden isoliert und/oder zeitweise fixiert durch eine Zwangsjacke oder durch den Zwangsstuhl.
Wichtigste Maßnahmen des „Regimes“ waren die Gestaltung der Tagesstruktur, Beschäftigung im Freien und Gartenarbeit. Die „Seelsorge“ durch Geistliche gehörte zu den wesentlichen Bestandteilen der Behandlung. Es wurden verschiedene Medikamente auf pflanzlicher Basis eingesetzt, die die Irren vor allem beruhigen sollten.
In einigen Fällen wurden zur Behandlung künstliche Entzündungen eingesetzt. Bei dieser als „Siegburger Siegel“ bezeichneten Behandlung wurde auf einer kahlrasierten Fläche der Kopfhaut eine Quecksilbersalbe eingerieben, bis sich eine außerordentlich schmerzhafte Entzündung einstellte, die anschließend mit feuchtwarmen Breiumschlägen eingerieben wurde.

## Entlassung
Der stationäre Aufenthalt war unterschiedlich lang und dauerte von wenigen Wochen bis zu 4 Jahren. Genesene oder gebesserte Patienten wurden in ihre Familien entlassen, die übrigen wurden als „unheilbar“ in Irrenanstalten überwiesen.
In einer tabellarischen Übersicht über die Aufnahmen und Entlassungen macht Jacobi folgende Angaben:

Vom 1. Januar 1825 bis zum 31. Dezember 1833 in der Irrenheilanstalt zu Siegburg behandelte Kranke
|                                       | m   | w   | Summe |
| ------------------------------------- | --- | --- | ----- |
| Entlassungen                          | 271 | 166 | 437   |
| Genesen                               | 105 | 70  | 175   |
| Gebessert                             | 14  | 5   | 19    |
| Unheilbar                             | 56  | 52  | 108   |
| von Angehörigen früher zurückgenommen | 38  | 18  | 56    |
| Gestorben                             | 58  | 21  | 79    |

## Weitere Entwicklung der Heilanstalt
Namhafte Ärzte der damaligen Zeit, die später als Psychiater Klinikdirektoren oder Lehrstuhlinhaber geworden sind, haben ihre Ausbildung bei Jacobi begonnen. Prominentestes Beispiel ist Bernhard von Gudden. Er hat die Enkelin von Jacobi geheiratet, ist später Direktor des Burghölzli in Zürich geworden und war anschließend Inhaber des ersten Lehrstuhles für Psychiatrie an der Ludwig-Maximilians-Universität in München. Als solcher hat er in einem Gutachten den bayerischen König Ludwig II. für unzurechnungsfähig erklärt. Dieser wurde anschließend in einem Schloss am Starnberger See interniert. Kurz darauf wurden er und von Gudden dort tot aufgefunden.
In den 1860er-Jahren war die Heilanstalt nicht nur zu klein geworden, sie hatte auch bauliche Mängel. 1865 beschloss der Provinziallandtag daher eine Resolution, nach der in den fünf Regierungsbezirken der Rheinprovinz je eine Irrenheilanstalt mit einer Kapazität von jeweils 200 Plätzen zu schaffen sei. Diese sollten als Provinzial-Irrenanstalt der Verwaltung durch die Provinz unterliegen. Dieser Plan wurde in den nächsten 17 Jahren umgesetzt und die folgenden Provinzial-Irrenanstalt wurden neu gebaut. 1878 wurden die letzten Patienten aus Siegburg verlegt.
| Name                                      | Ort        | Gründungsdatum | Bild |
| ----------------------------------------- | ---------- | -------------- | ---- |
| Provinzial-Irrenanstalt Grafenberg        | Grafenberg | 1876           |      |
| Provinzial-Irrenanstalt Bonn              | Bonn       | 1882           |      |
| Provinzial-Irrenanstalt Andernach         | Andernach  | 1876           |      |
| Provinzial-Irrenanstalt Düren             | Düren      | 1878           |      |
| Rheinische Provinzial-Irrenanstalt Merzig | Merzig     | 1876–1998      |      |

## Leiter
- Maximilian Jacobi (1825–1858)
- NN. Willing (kommissarische Leitung 1858–1859)[5]
- Friedrich Hoffmann (1859–1863)
- Franz Richarz (1863)[1]
- Karl Friedrich Werner Nasse (1863–1878)